# Сара Беглі
Сара Джордж Беглі (19 квітня 1806 — 15 січня 1889) — американська робітнича лідерка у Новій Англії протягом 1840-х років; будучи прихильницею скорочення робочого дня для фабричних операторів і механіків, вона виступала за те, щоб зробити максимумом у Массачусетсі десять годин праці на день.
Її діяльність на підтримку робітників та робітниць факбрик в Лоуеллі, штат Массачусетс, поставила її в контакт з більш широкою мережею реформаторок у сферах прав жінок, комунітаризму, скасування смертної кари, миру, тюремної реформи та реформи охорони здоров'я. Беглі та її колеги взяли участь у реформаторській діяльності середнього класу, продемонструвавши, як робітники сприйняли цей імпульс реформ, трансформуючи та критикуючи деякі з його ключових елементів. Її діяльність у робітничому русі розкриває багато суперечностей, що лежать в основі стосунків між чоловіками та жінками-працівницями, а також гендерні обмеження, які активістки мали подолати.

## Раннє життя
Сара Джордж Беглі народилася 19 квітня 1806 року в Кандії, штат Нью-Гемпшир, у родині Роди (уродженої Вітем) і Натана Беглі, обоє члени великих родин Нової Англії. Натан і Рода займалися землеробством, продавали землю і володіли невеликим млином, щоб прогодувати свою сім'ю. У Сари було два брати, Томас і Генрі, і одна сестра, Мері Джейн.

## Доросле життя

### Текстильна робота
У 1837 році, у віці 31 року, Беглі вперше з'явився в Лоуелл, штат Массачусетс, працюючи в Hamilton Mills. Спочатку вона працювала ткалею, а потім одягальницею, і до 1840 року вона накопичила достатньо грошей, щоб зробити депозит на будинок, в якому жили її батьки та брати і сестри . Проте Беглі була незадоволена умовами праці й опублікувала один із своїх перших творів, «Задоволення від фабричного життя», у номері Lowell Offering за 1840 рік. Це був літературний журнал, який писали, редагували та публікували жінки-робітниці. Ці «задоволення», писала вона, були схожі на візити ангелів: «нечисленні і далекі».
Наприкінці листопада 1842 року 70 ткачих у Міддлсекс-Міллс звільнилися з роботи, протестуючи проти нововведеної вимоги доглядати за двома ткацькими верстатами замість одного. Робітників та робітниць звільнили та занесли до чорного списку, а незабаром після цього Беглі залишила Hamilton Mills і пішла працювати на Middlesex (деякі історики назвали цю акцію «страйк-проривом»). Між 1842 і 1844 роками через скорочення заробітної плати та відстрочки через економічну рецесію залишили Лоуелл понад 1000 текстильних робітників та робіниць. У березні 1844 року, за покращення економічних умов, текстильні корпорації підвищили заробітну плату текстильних робітників-чоловіків, але не жінок, до рівня 1842 року.

### Трудова активність
У грудні 1844 року Беглі разом із п'ятьма іншими жінками зібралися в залі боротьби з рабством у центрі міста Лоуелл і створили Асоціацію жіночої трудової реформи Лоуелла. Їїметою було покращення стану здоров'я та лобіювання десятигодинного робочого дня; у той час на текстильних фабриках Lowell жінки працювали від 12 до 14 годин на день. Будучи президенткою, Беглі спостерігала, як асоціація зросла майже до 600 членів, з філіями у Волтемі, Фолл-Рівері, Манчестері, Дуврі та Нашуа.
За підтримки та допомоги феміністки Анжелік Мартін Асоціація придбала друкарський верстат і видала власну робітничу газету The Voice of Industry, для якої Беглі часто писала статті та редагувала жіночу колонку.
У 1845 році Беглі та члени Асоціації зібрали підписи текстильних робітників та робітниць у петиціях, надісланих до Законодавчого органу Массачусетса, вимагаючи десятигодинного робочого дня. У результаті десятків петицій із понад 2100 підписами законодавчий орган штату провів слухання з метою розслідування умов праці у виробничих корпораціях. Беглі та інші особи свідчили про довгі години та шкідливі для здоров'я умови праці на фабриках. Комітет, очолюваний конгресменом Вільямом Шоулером, повідомив, що законодавча влада не має повноважень визначати години роботи і що десятигодинний робочий день має вирішуватися між корпораціями та текстильними працівниками. У відповідь вони провели кампанію, щоб перемогти представника Шулера на наступних виборах.
Беглі та Асоціація продовжували надсилати петиції до законодавчих зборів штату щодо десятигодинного робочого дня; вони зібрали понад 10 000 підписів з усього штату Массачусетс, понад 2 000 з яких належали працюючим жінкам і чоловікам фабрик Lowell. Знову були проведені слухання для розслідування умов праці, і знову законодавчий орган Массачусетса відмовився вжити заходів. Однак трудовий і політичний тиск на текстильні корпорації Lowell був настільки великим, що в 1847 році фабрики скоротили робочий день на 30 хвилин. Оскільки рух за трудову реформу тривав, текстильні компанії Lowell знову скоротили робочі години до одинадцяти в 1853 році та десяти в 1874 році.
Беглі також брала участь в інших рухах за соціальну справедливість. Вона підтримувала рух за мир, який розвивався в міру розгортання мексикансько-американської війни. Вона зібрала 146 підписів від Lowell та подала петицію до Конгресу із закликом створити міжнародний трибунал для розгляду суперечок і, таким чином, припинити потребу у війні. Беглі також підтримала виборчу реформу. У 1845 році вона запросила Томаса Дорра виступити в місті; Раніше Дорр очолював групу жителів Род-Айленду, які залишилися без власності, протестуючи проти законів штату про голосування, які вимагали від виборців володіти власністю. У результаті спілкування з Анжелік Мартін Беглі також зацікавилася правами жінок і організувала серію лекцій на цю тему.
У червні 1846 року Беглі було усунено з посади редакторки The Voice of Industry, а пізніше звільнено з посади авторки. Пізніше вона написала Анжелік Мартін про те, чому, на її думку, її звільнили. Вона назвала газету «досить консервативною». Беглі скаржилася, що новий редактор «знайшов недоліки в моїх повідомленнях, і я не хотіла би залишатися в комітеті з публікації разом з ним як редактором. Він не хоче жіночого відділу, [бо] це суперечило б думкам грибної аристократії, яку він прагне підтримувати, і, крім того, це було б не гідно».
У лютому 1847 року, лише через два роки після першої успішної демонстрації Семюелем Морзе електричного телеграфу, New York and Boston Magnetic Telegraph Company відкрили офіс у Лоуеллі і Беглі була найнята телеграфісткою. На початку 1847 року з Беглі було укладено контракт на управління офісом магнітного телеграфу в Спрінгфілді, штат Массачусетс. Вона була незадоволена, дізнавшись, що заробляє три чверті від того, що заробляв чоловік, якого вона змінила, написавши подрузі про свою зростаючу відданість рівності людей і правам жінок.

### Пізні роки
Через рік Беглі повернулася в Лоуелл, працювала на Hamilton Mills і жила з одним із своїх братів. Перебуваючи в Лоуеллі, вона подорожувала Новою Англією, пишучи про охорону здоров'я, умови праці, тюремну реформу та права жінок. У 1849 році вона переїхала до Філадельфії, штат Пенсільванія, де працювала з квакерами як виконавча секретарка Дому Розін, забезпечуючи безпечне місце для повій і знедолених молодих жінок. У Філадельфії Беглі познайомилася з Джеймсом Дурно (1795—1871), уродженцем Абердіна, Шотландія; 13 листопада 1850 р. вони одружилися.
У 1851 році Сара та Джеймс Дурно переїхали до Олбані, штат Нью-Йорк, і почали свою практику як лікарі-гомеопати. У той час гомеопатична медицина була новою галуззю медицини, у якій використовувалися трави та ліки, а не традиційні процедури, які виконували лікарі того часу — кровоточивість пацієнтів або «очищення» тіла через блювоту. Їхня практика спеціалізується на наданні медичної допомоги жінкам і дітям. Ціна їхніх послуг була «багатим один долар — бідним безкоштовно [безкоштовно]». Подружжя Дурно розпочало виробництво лікарських засобів на травах і нюхального засобу від катару Дурно. До 1867 року подружжя перевело свою виробничу компанію до Нью-Йорка та жило у великому цегляному будинку на Бруклін-Гайтс. 22 червня 1871 року у Брукліні у віці 76 років помер Джеймс Дурно. Він був похований на кладовищі Грін-Вуд. 15 січня 1889 року у віці 82 років у Філадельфії, штат Пенсільванія померла Сара Беглі. Вона була похована на ділянці родини Ллойда Бауерза Хоппіна на кладовищі Лорел Хілл. У Сари Беглі та Джеймса Дурно дітей не було.
Немає відомого документального зображення Сари Беглі. У статті та зображеннях про Сару Беглі на веб-сайті Історичного товариства Нової Англії багато помилок, крім того, немає виносок.